# Langholm (Sydfynske Øhav)
 For alternative betydninger, se Langholm. (Se også artikler, som begynder med Langholm)
Langholm med et areal på 1,5 ha er den vestligste af en række nydannede øer på det flade vand mellem Ristinge på Langeland og Marstal på Ærø. Langholm, der hører under Ærø Kommune, består af to lave, bevoksede holme i øst og vest forbundet med et par hundrede meter langt ubevokset stenrev, der overskylles ved kraftigt højvande. Umiddelbart nord for den sydøstligste del af Langholm er der i de senere år dannet en lille halvmåneformet ø, kaldet Langholms Trille. Den kan nås ved vadning fra Langholm, men er endnu ubevokset og kun få ynglefugle har rede på den. Kysten er mod nord stenet, mens den mod syd er mere sandet.
Der er muligt at vade gennem vandet fra halvøen Ristinge Hale, Langeland over til Storeholm og videre til holmene Lindholm, Langholmshoved og Langholm. Kun de få hundrede meter fra Marstal Havn, hvor en gravet strømrende umuliggør vadning.

## Natur
Stenvender, havterne og stormmåge yngler på øen.
Øen er af stor botanisk betydning. Af planter kan man finde harril, strandfladbælg, strandgåsefod, strandkarse og  strandmalurt. 
Mange ærøboere og sejlturister bruger øen som badeø. 
Der er adgang året rundt, men det vil være bedst at undlade at gå i land af hensyn til de kolonirugende arter i perioden 1.3. – 1.7.

## Ekstern henvisning
- www.sydforfyn, kilde